# 郷ノ浦港
郷ノ浦港（ごうのうらこう）は、長崎県壱岐市郷ノ浦町郷ノ浦にある重要港湾。港湾管理者は長崎県である。
壱岐島の海の表玄関の一つである。

## 概要
壱岐島の南西部にあり、島の行政の中心地である郷ノ浦地区の市街地に隣接している。
江戸時代に壱岐が平戸藩領だった当時から港湾として利用されていたが、元来の地形は遠浅で大型船舶の寄港は困難であった。郷ノ浦町の前身である武生水町が1925年（大正14年）に町制施行した後、港湾修築を進め、順次機能を強化してきた。現在は壱岐唯一の重要港湾として旅客・貨物の輸送に大きな役割を果たしている。
2015年度の発着数は11,224隻（2,751,137総トン）、利用客数は402,629人（乗込人員187,039人、上陸人員215,590人）である。

## 施設
- 郷ノ浦港ターミナルビル

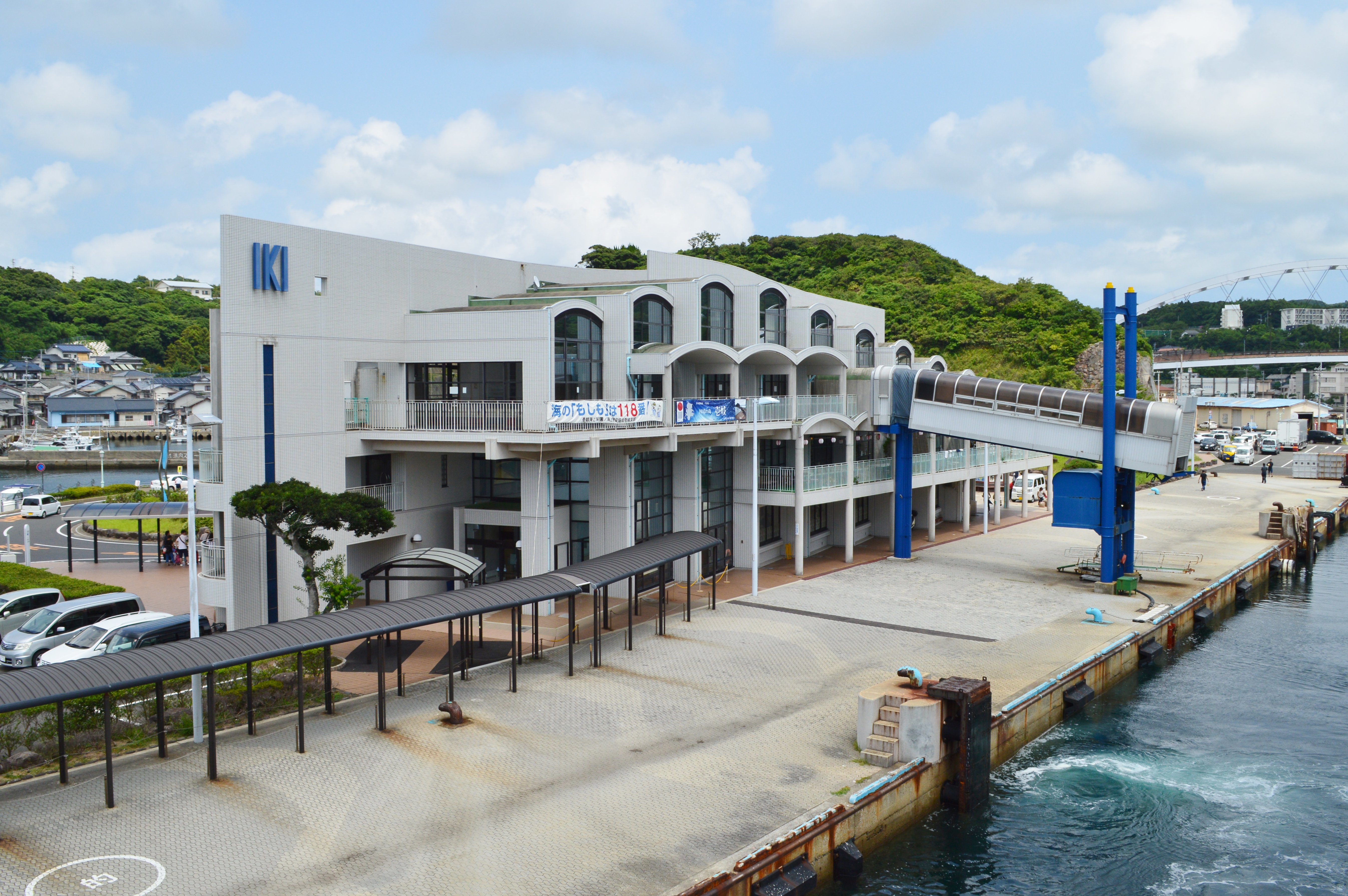
ターミナル（海側より）

  - 1階-九州郵船壱岐支店、乗船券販売窓口、売店、ジェットフォイル待合室、ジェットフォイル乗下船口
  - 2階-飲食店
  - 3階-フェリー待合室、フェリー乗下船口
- 観光案内所
- 壱岐海運
- 海上保安庁第七管区海上保安本部壱岐海上保安署
- 郷ノ浦町漁業協同組合
- 長崎県道25号郷ノ浦港線
- 大型旅客船対応岸壁（-7.5m） - 2003年度竣工。
- 小金丸造船
- 壱岐油槽[3][4]

## 航路

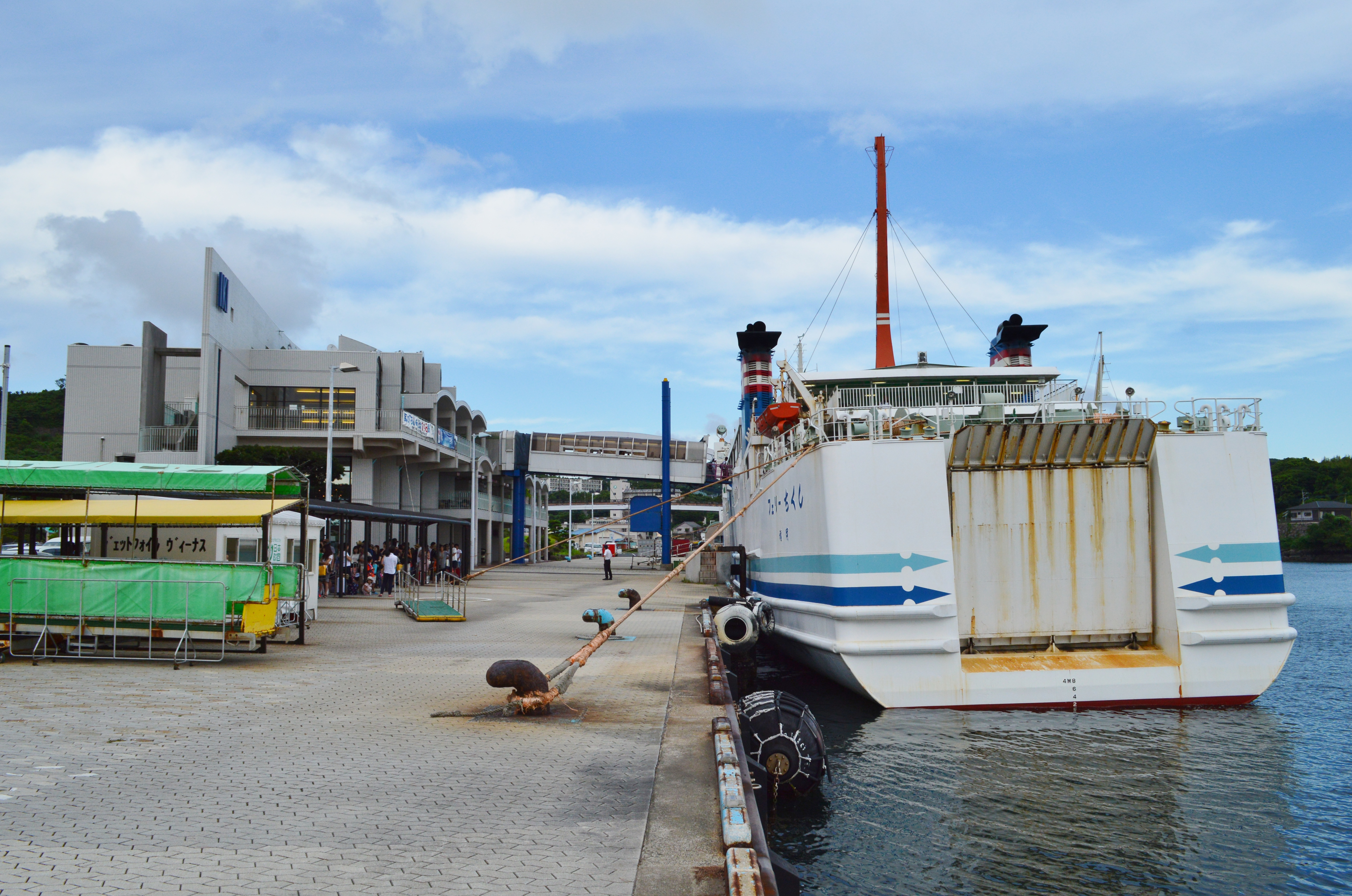
停泊中のフェリーちくし

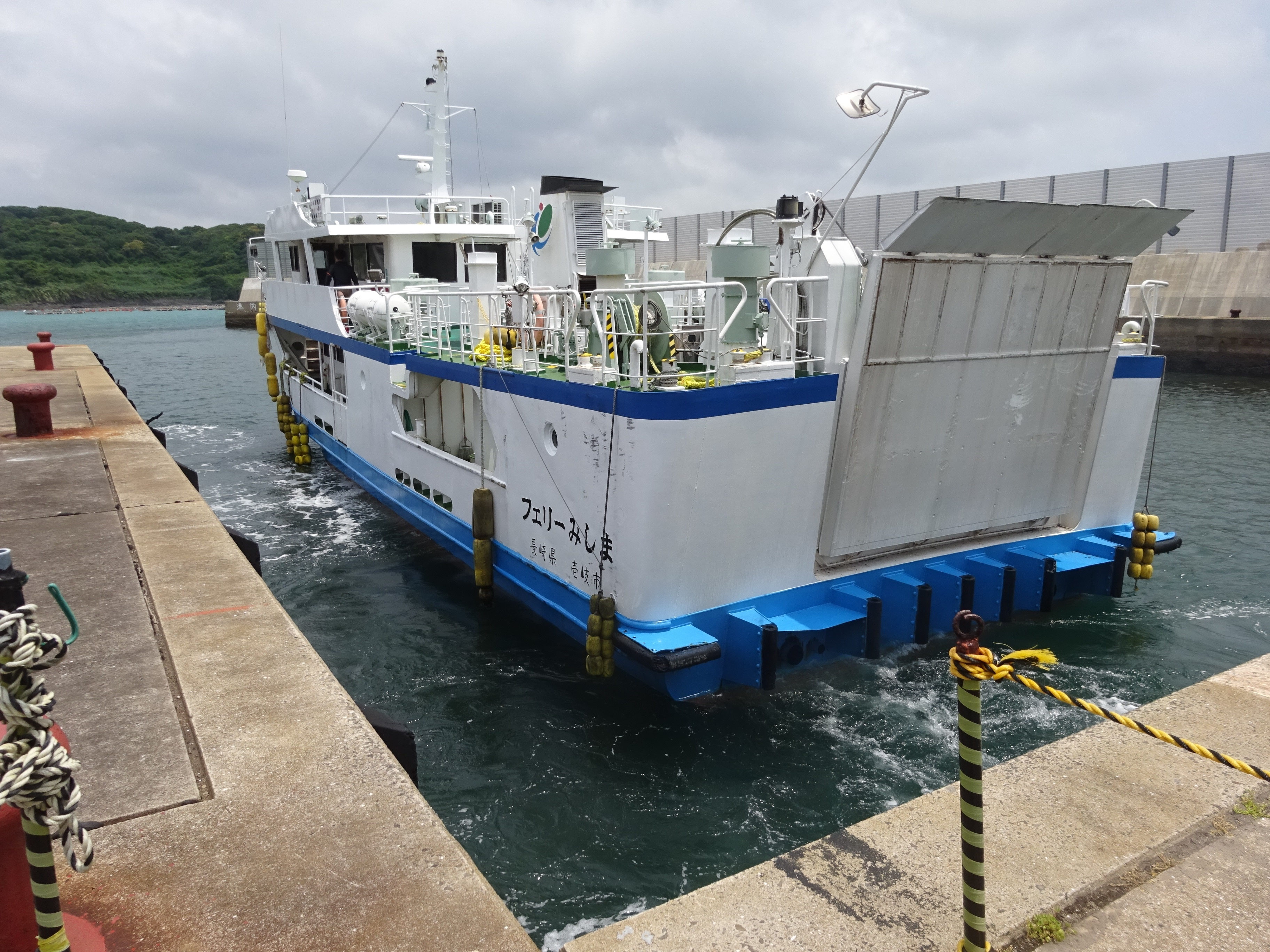
壱岐市営船「フェリーみしま」

- 九州郵船がフェリーとジェットフォイルを運航している。長崎県本土の港湾との定期航路は2009年現在はない。
  - ジェットフォイル「ヴィーナス」、「ヴィーナス2」　厳原港（対馬市）[5] - 郷ノ浦港 - 博多港（福岡市）
  - フェリー「フェリーきずな」、「フェリーちくし」　厳原港（対馬市） - 郷ノ浦港 - 博多港（福岡市）
- 壱岐市営船
  - 「フェリーみしま」郷ノ浦港 - 渡良浦港 - 原島港 - 長島港 - 大島港

## 沿革
- 1952年（昭和27年） - 長崎県が港湾管理者となる
- 1959年（昭和34年） - 重要港湾に指定される
- 1972年（昭和47年） - 1,600t級大型フェリー就航
- 1973年（昭和48年） - 港湾計画を新規策定
- 2003年（平成15年） - 臨港地区を指定。大型旅客船対応岸壁竣工
- 2004年（平成16年） - 客船「飛鳥」が大型旅客船対応岸壁に寄港
- 2025年（令和7年）4月1日 - ジェットフォイル用の浮桟橋の供用を開始。これまで固定桟橋で潮の満ち引きにより、出入口が1階の場合と2階の場合があった。浮桟橋の供用により、出入口は1階のみとなり、利便性が増した。

## 周辺
- 壱岐市役所
- 長崎県立壱岐高等学校
- 八坂神社
- 壱岐観光ホテル
- 元居公園
  - 春一番の塔

## ギャラリー

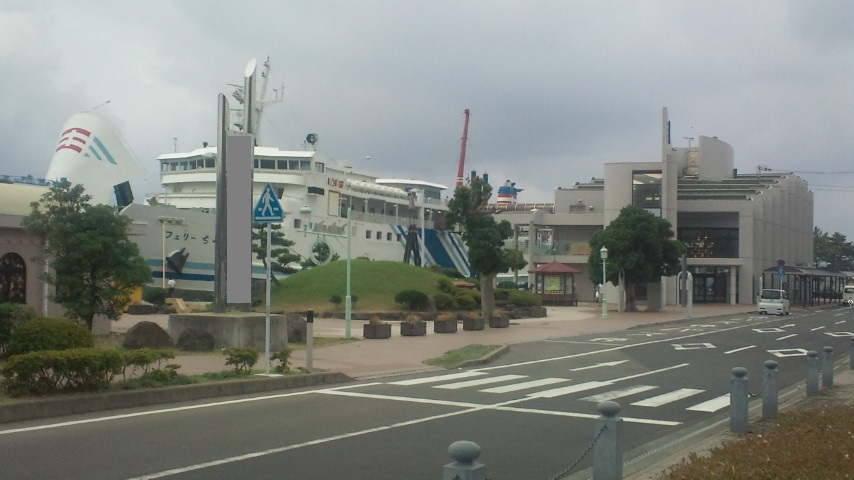
郷ノ浦港フェリーターミナル
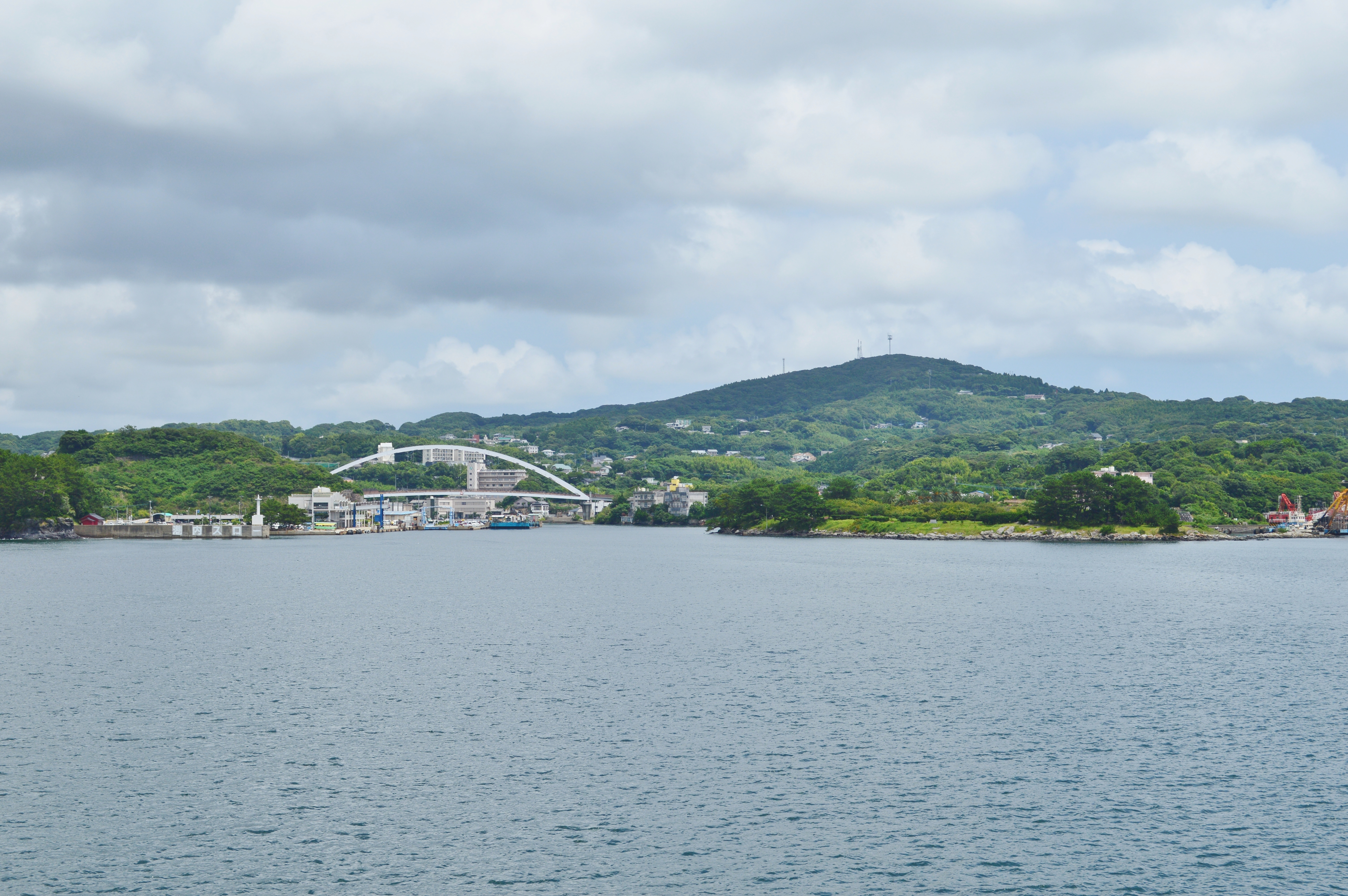
海側より郷ノ浦湾を望む
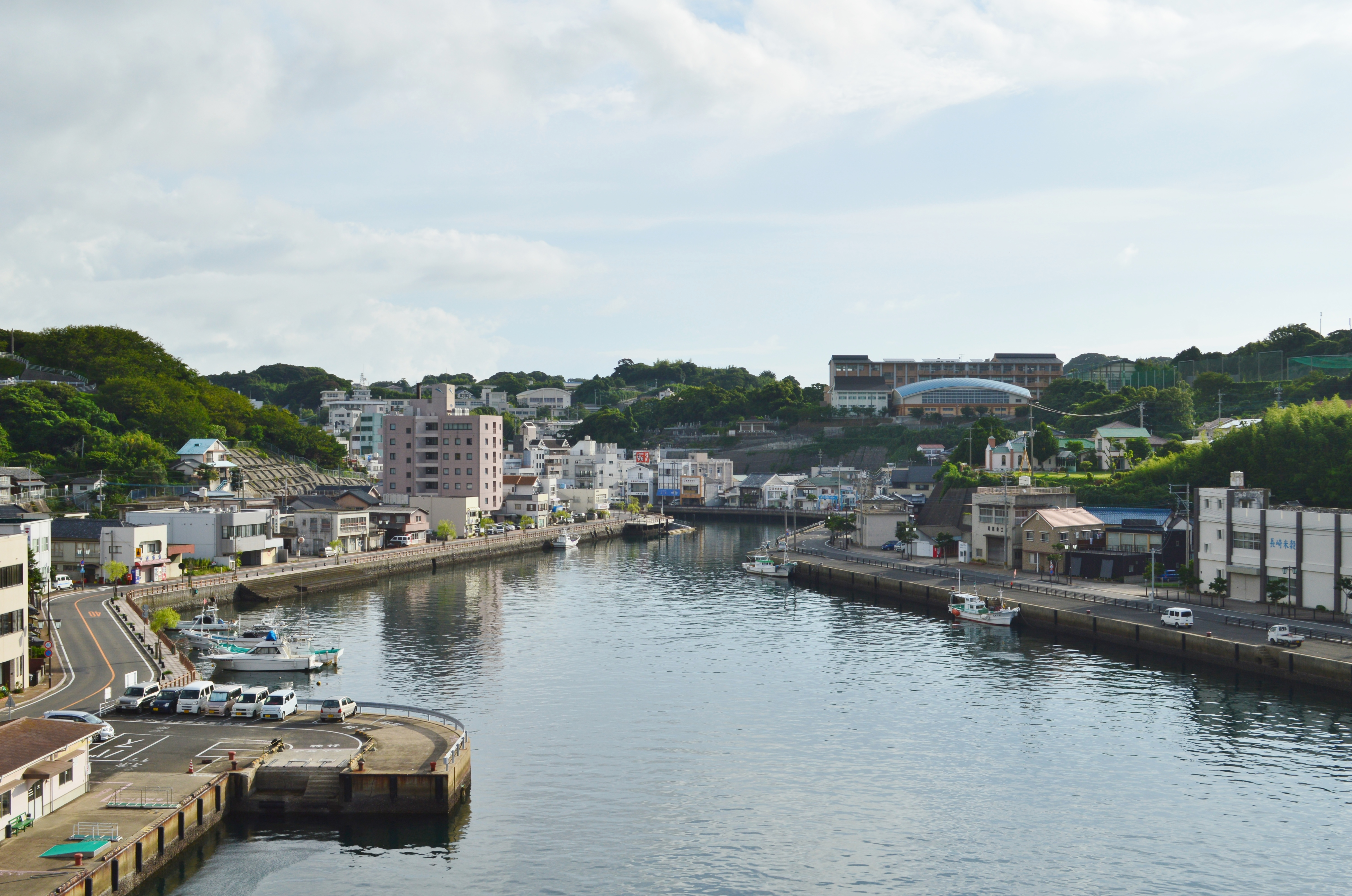
郷ノ浦湾（海側より望む）
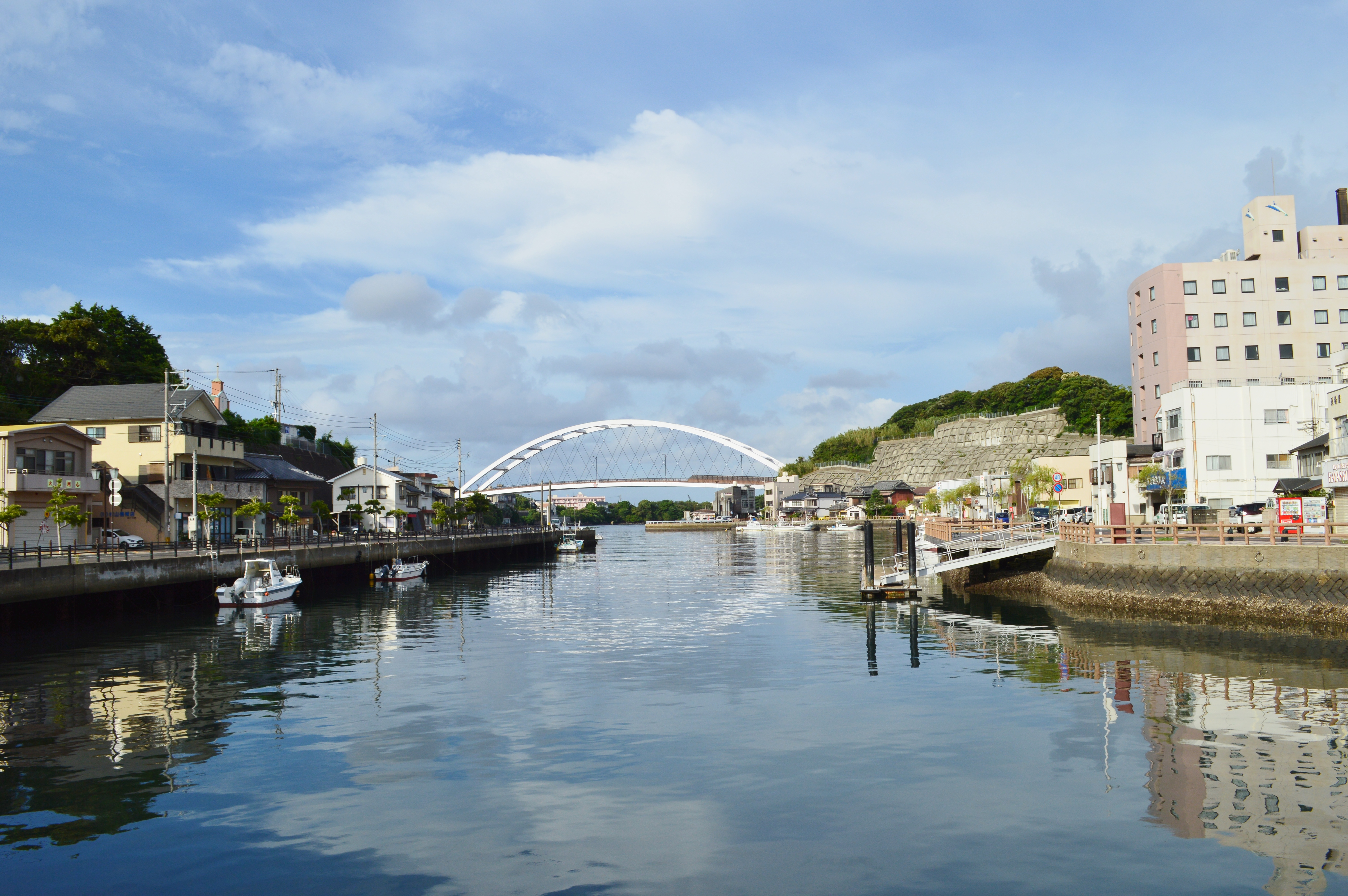
郷ノ浦湾と郷ノ浦大橋（陸側より望む）
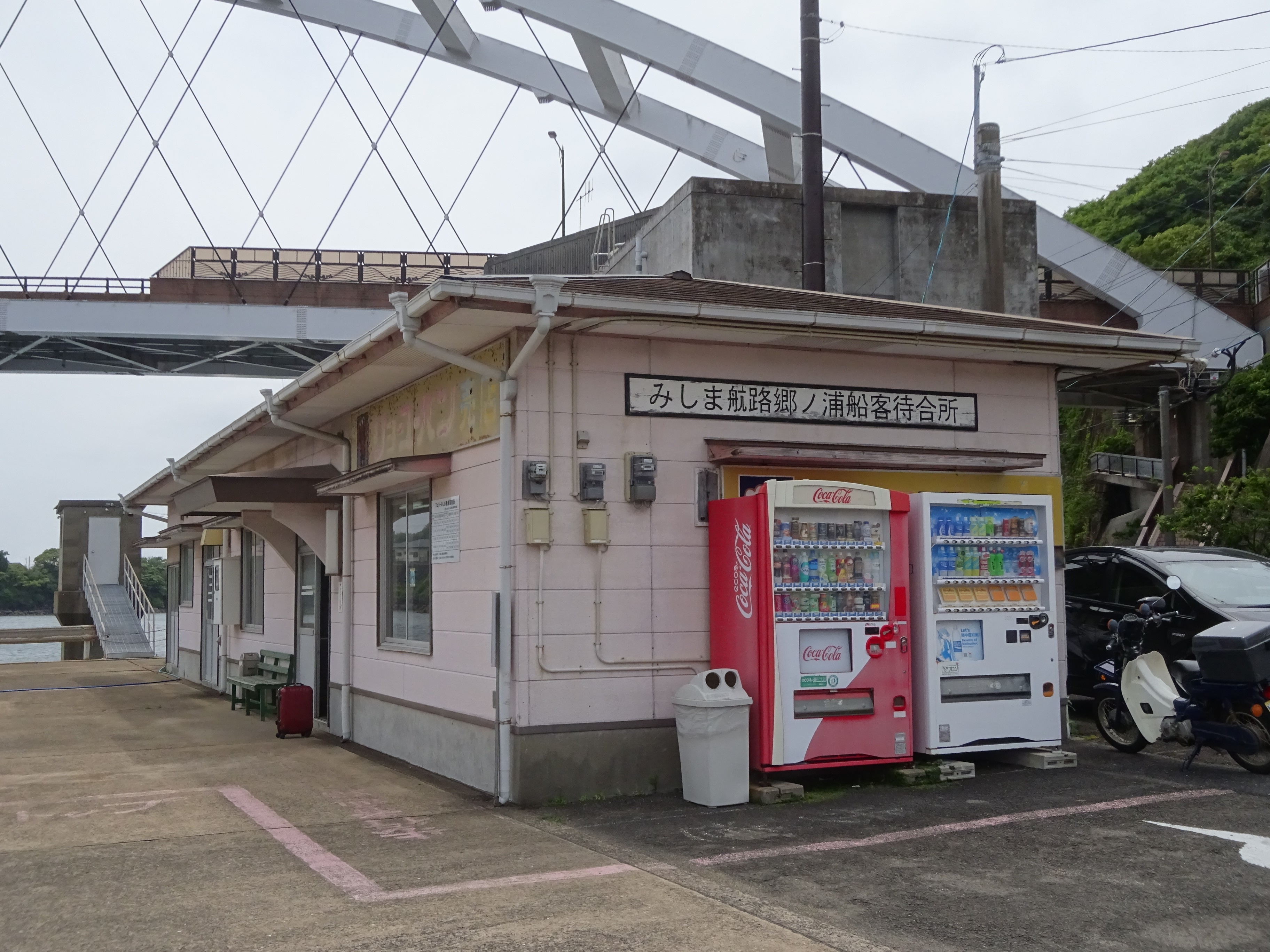
みしま航路郷ノ浦船客待合所（郷ノ浦大橋側）